# Lélia Abramo
Lélia Abramo (8 tháng 2 năm 1911 – 9 tháng 4 năm 2004) là diễn viên và nhà hoạt động chính trị Ý gốc Brasil.
Abramo sinh ra và qua đời ở São Paulo. Bà sống ở Ý từ năm 1938 đến 1950 và phải trải qua Thế chiến II. Gia đình bà là một trong những gia đình nổi tiếng nhất trong lịch sử Brazil về cả hai mặt chính trị và nghệ thuật.
Bà tham gia vào phe Oposição de Esquerda no Brasil (Phe đối lập ở Brasil theo chủ nghĩa Trotsky). Lélia Abramo cũng là một chiến sĩ và là một trong những người sáng lập Đảng Partido dos Trabalhadores (Đảng Công nhân) cùng với Mario Pedrosa, Manuel da Conceição, Sérgio Buarque de Holanda, Moacir Gadotti và Apolônio de Carvalho. Bà rất tích cực trong nhiều phong trào khác nhau trong chính trị Brazil như phong trào Diretas Já.
Abramo đóng tổng cộng 27 phim thể loại telenovela, 14 bộ phim truyền hình và 24 vở kịch. Bà cũng diễn kịch với nhiều tên tuổi lớn của nhà hát São Paulo, như Gianni Ratto và Gianfrancesco Guarnieri. Năm 1958, bà đóng vở kịch đầu tiên mang tên Eles não Usam Black-Tie (They do not use Black-Ties).

## Giải thưởng
- 1958 Saci - nhân vật Romana - Black-tie
- 1958 Associação Paulista de Críticos de Arte (APCA) - nhân vật Romana - Black-tie
- 1958 Governador do Estado - nhân vật Romana - Black-tie
- 1958 Círculo Independente de Críticos Teatrais do Rio de Janeiro - nhân vật Romana - Black-tie
- 1958 Associação Brasileira de Críticos Teatrais - nhân vật Romana - Black-tie
- 1964 Roquete Pinto - SP. Các cống hiến của bà
- 1975 Associação Paulista de Críticos de Arte (APCA). Các cống hiến của bà tại Brazil
- 1976 Governador do Estado - Best Actor - nhân vật Pozzo trong vở kịch Waiting for Godot

## Các bộ phim
- 1990 - A história de Ana Raio e Zé Trovão.... Lúcia
- 1986 - Mania de querer.... Margô
- 1985 - O tempo e o vento.... Bibiana (idosa)
- 1983 - Pão pão, beijo beijo.... Mama Vitória
- 1982 - Avenida Paulista.... Bebel
- 1979 - Pai herói.... Januária Brandão
- 1976 - O julgamento.... Felícia
- 1975 - Um dia, o amor.... Lucinha
- 1973 - Os ossos do barão - Bianca Ghirotto
- 1972 - Uma rosa com amor - Amália
- 1972 - Na idade do lobo
- 1971 - Nossa filha Gabriela.... Donana
- 1970 - O meu pé de laranja lima.... Estefânia
- 1970 - As bruxas.... Chiquinha
- 1969 - Dez vidas
- 1968 - O terceiro pecado
- 1967 - Paixão proibida
- 1966 - Redenção.... Carmela
- 1966 - Calúnia.... Sarah
- 1965 - Um rosto perdido.... irmã Rosa
- 1965 - Os quatro filhos
- 1964 - Prisioneiro de um sonho
- 1964 - João Pão
- 1961 - A Muralha

## Kịch
- 1958 - Teatro de Arena - SP - Romana in Eles Não Usam Black-Tie de Gianfrancesco Guarnieri
- 1959 - São Paulo SP - Gente como a Gente
- 1960 - São Paulo SP - Mother Courage de Brecht
- 1961 - São Paulo SP - Raízes
- 1961 - São Paulo SP - Pintado de Alegre
- 1961 - São Paulo SP - Oscar
- 1961 - São Paulo SP - Os Rinocerontes
- 1962 - São Paulo SP - Yerma
- 1962 - São Paulo SP - As Visões de Simone Machard
- 1963 - São Paulo SP - Os Ossos do Barão
- 1964 - São Paulo SP - Vereda da Salvação
- 1965 - São Paulo SP - Os Espectros
- 1968 - São Paulo SP - Lisístrata
- 1968 - São Paulo SP - Agamêmnon
- 1969 - São Paulo SP - Romeu e Julieta
- 1975 - São Paulo SP - Ricardo III
- 1977 - São Paulo SP - Pozzo em Esperando Godot de Samuel Beckett. Direção Antunes Filho
- 1985 - Rio de Janeiro RJ - Mother - Brecht

## Điện ảnh
- 1994 - Mil e Uma
- 1992 - Manôushe
- 1983 - Janete
- 1981 - Eles não usam black-tie
- 1979 - Maldita Coincidência
- 1975 - Joanna Francesa
- 1974 - O Comprador de Fazendas
- 1970 - Beto Rochfeller
- 1970 - Cleo e Daniel
- 1968 - O Quarto
- 1967 - O Caso dos Irmãos Neves
- 1967 - O Anjo Assassino
- 1964 - Vereda de Salvação
- 1960 - Cidade Ameaçada